# Prapat Batu Nunggul
Prapat Batu Nunggul is een bestuurslaag in het regentschap Aceh Tenggara van de provincie Atjeh, Indonesië. Prapat Batu Nunggul telt 808 inwoners (volkstelling 2010).